# Micro-région de Pécsvárad
La micro-région de Pécsvárad (hongrois : pécsváradi kistérség) est une micro-région statistique hongroise rassemblant plusieurs localités autour de Pécsvárad.